# 神尾站
神尾站（日语：／ Kamio eki */?）是位於靜岡縣島田市神尾，屬於大井川鐵道的大井川本線車站。

## 歷史
- 1928年（昭和3年）7月20日 - 車站啟用。
- 2003年（平成15年）8月17日 - 站內發生山泥傾瀉。包括此站之內金谷至福用之間（後來為橫岡（臨時）至福用之間）不能通行[1]。
- 2004年（平成16年）3月19日 - 大井川本線全線重開。

## 車站構造
本站是地面車站，設有1面2線的島式月台。此站是無人車站，車站出入口處的廢屋曾是本站的站房。

## 使用狀況
- 在2007年度，1日平均乘車人次為2人[2]。

## 車站周邊
車站東邊設有大井川。車站在斜坡中間。車站附近沒有任何設施。從車站沿出入口外的車道前進1公里，便到達神尾村落。在村落中設有道路連接國道473號。

## 其他
- 神尾站南邊設有許多由信樂燒（日语：信楽焼）製作的貉型陶器。在2003年發生山泥傾瀉後，大部分陶器被活埋。現時由志願者製作了陶器，回復本來面貌。

## 圖庫

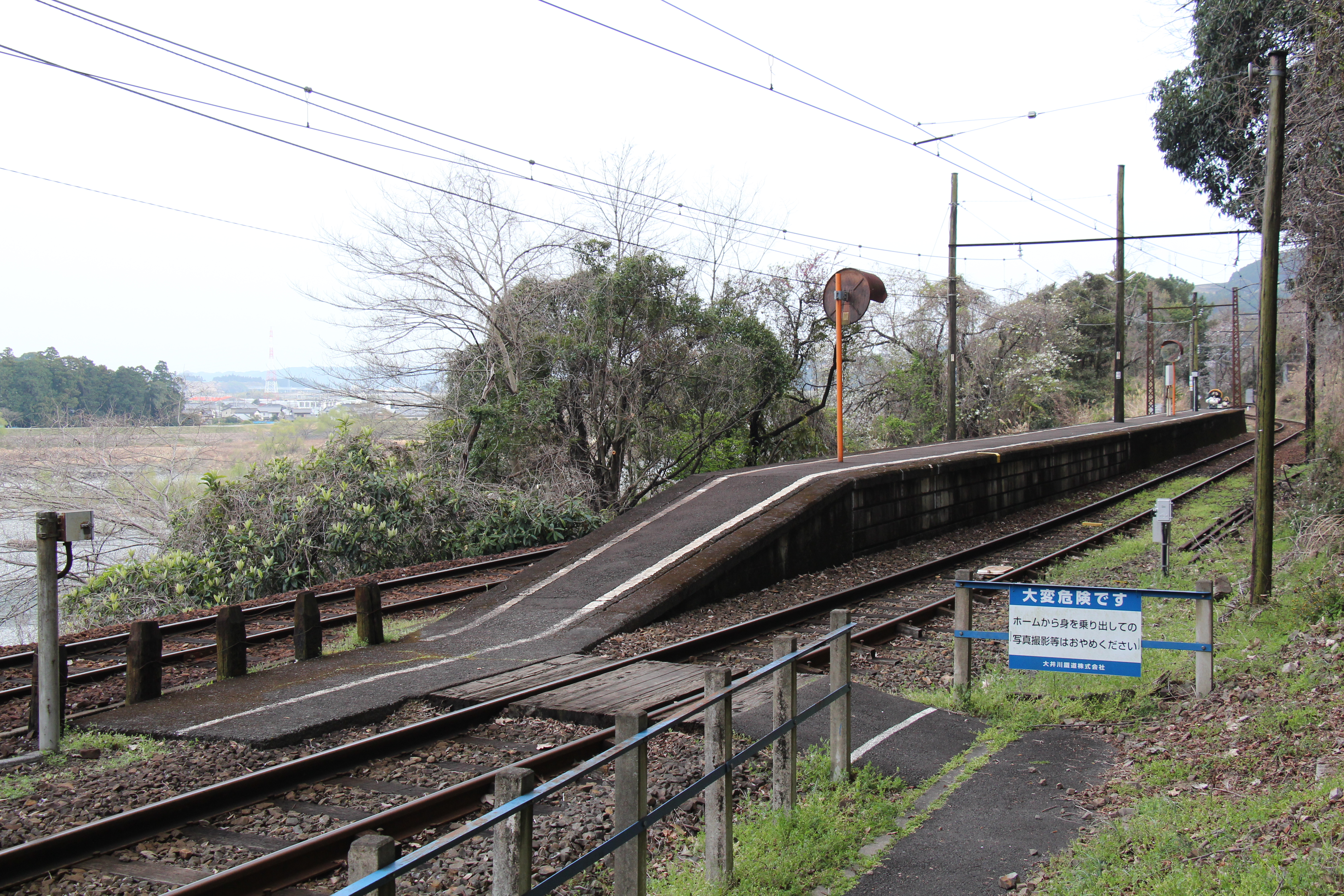
月台
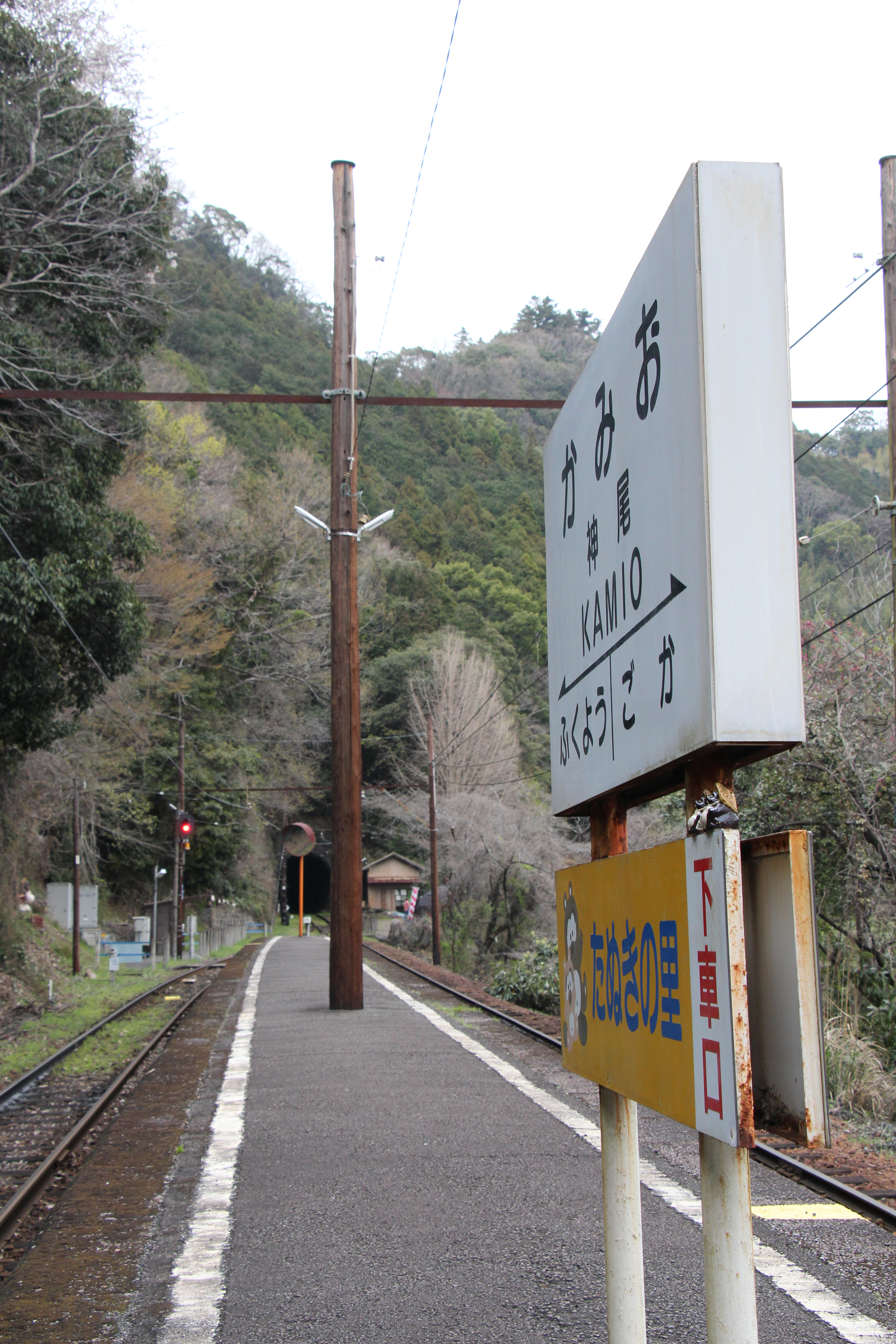
站名牌
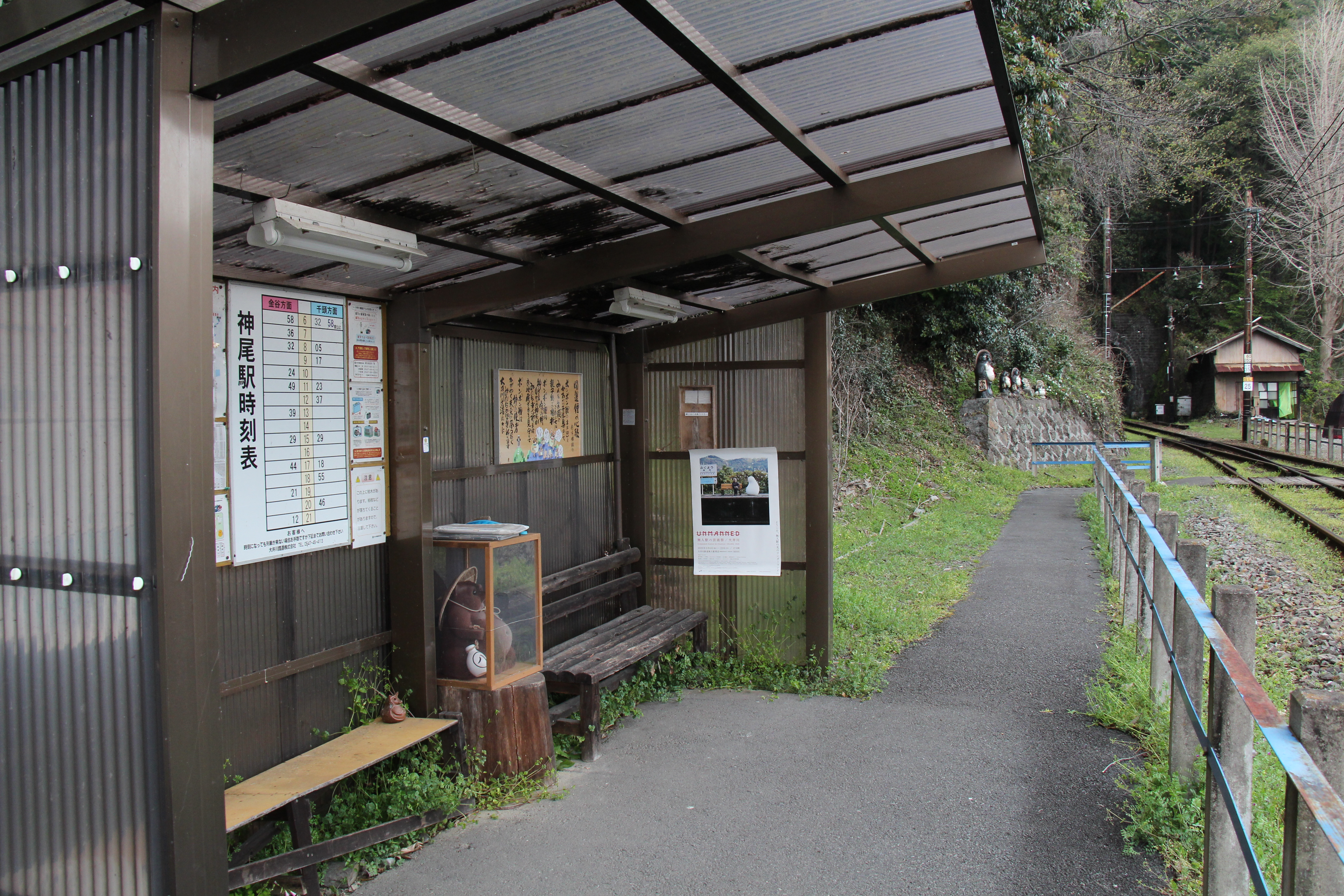
候車室
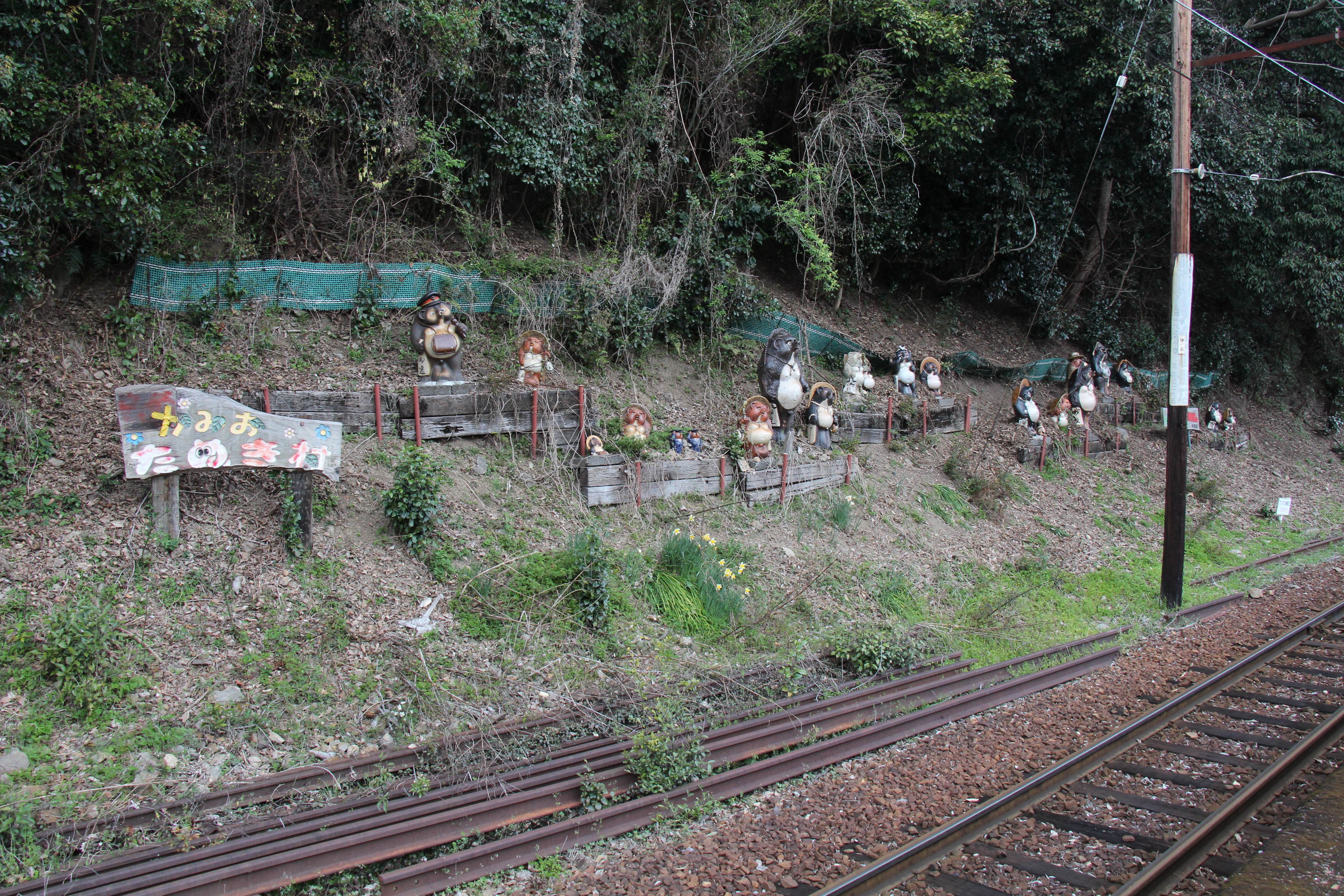
在山邊的貉型陶器
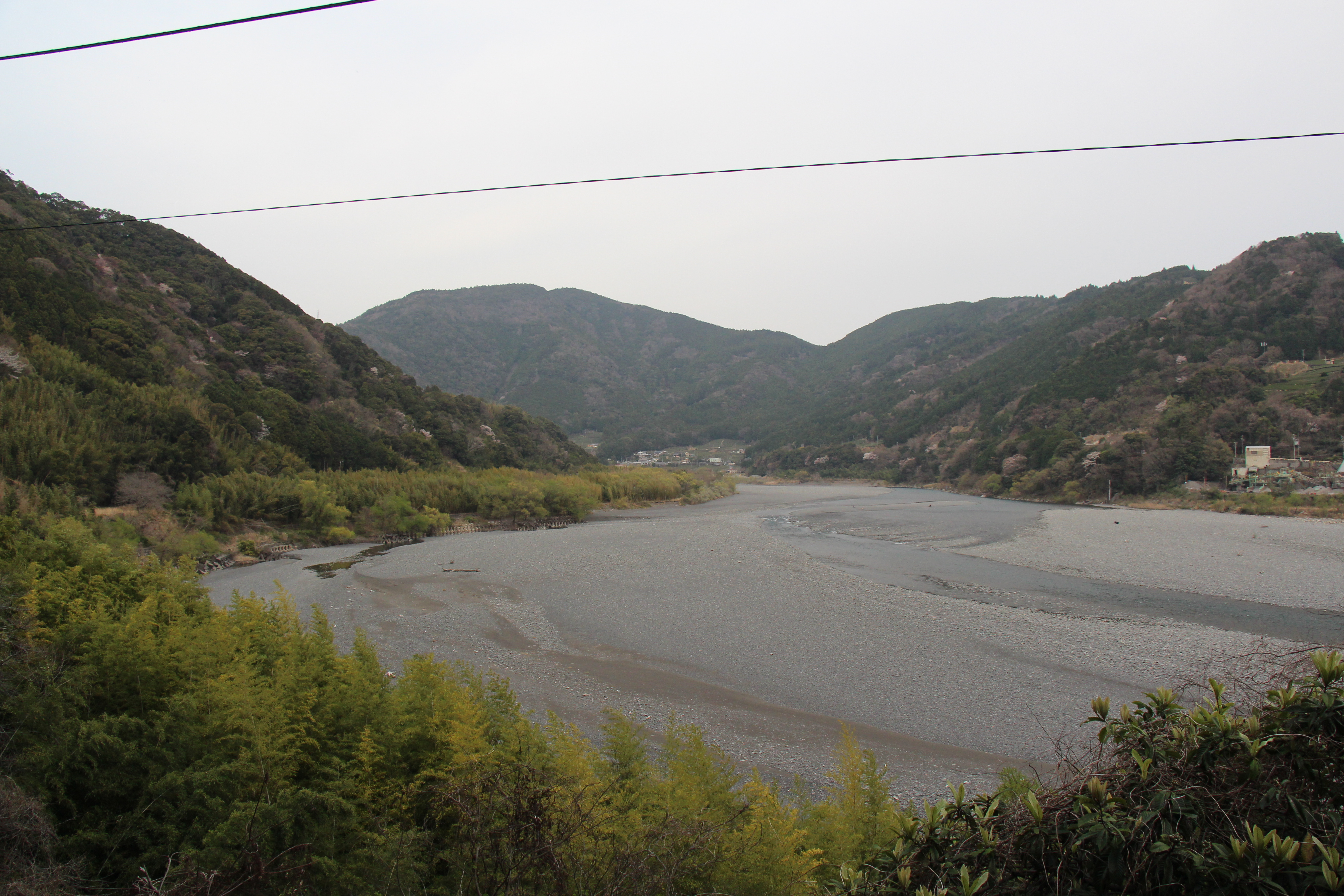
月台望向大井川
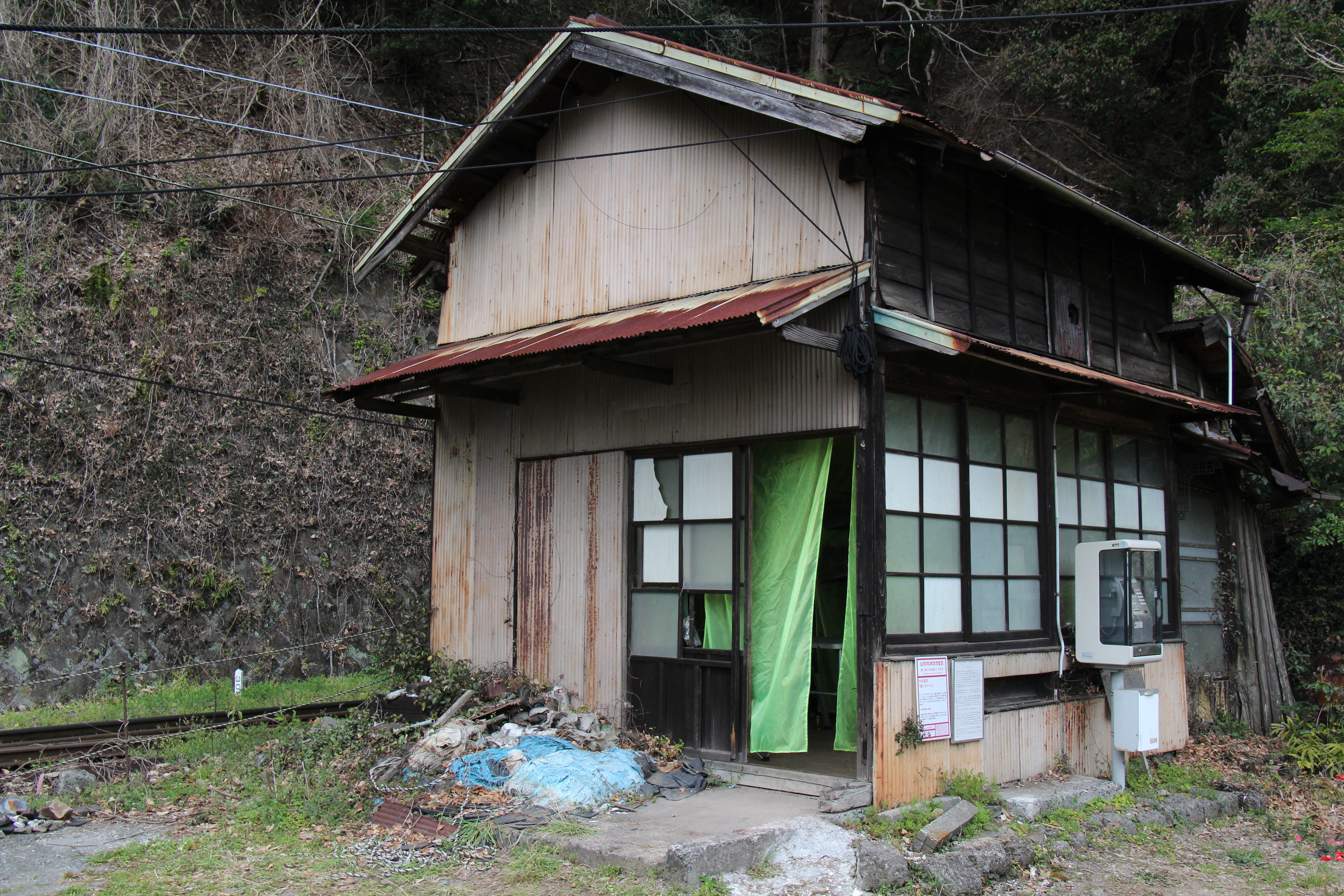
舊車站大樓

## 相鄰車站
大井川鐵道
大井川本線
門出－神尾－福用

## 注腳
1. ↑  . RAIL FAN (鐵道友之會). 2003-11-01, 50 (11): 20 （日语）.
2. ↑  靜岡縣統計年鑑

## 外部連結
- 大井川鐵道 （页面存档备份，存于）（日語）